# Matlock (Derbyshire)
Matlock é uma cidade do distrito de Derbyshire Dales, no Condado de Derbyshire, na Inglaterra. Sua população é de 15.542 habitantes (2015). Matlock foi registrada no Domesday Book de 1086 como Maslach.